# Mare de Déu de la Victòria d'Òpol
La Mare de Déu de la Victòria d'Òpol és una capella del poble d'Òpol, pertanyent al terme comunal d'Òpol i Perellós, a la comarca del Rosselló, de la Catalunya del Nord.
Està situada al sud-est del poble, a la confluència de l'avinguda de Fitor (la carretera D - 9 dins del nucli urbà), la d'Henry Salvayre i un camí rural, a prop i a ponent de la Bassa.
És una capella petita, de planta lleugerament trapezoïdal, que s'adapta a la cruïlla de camins i carrers on es troba. En el lloc on pertocaria l'espadanya, a la façana nord-oest, hi ha una fornícula amb la imatge de la mare de Déu de la Victòria. No té cap més obertura que la porta, sota de la fornícula esmentada, que és gairebé tan alta com la mateixa nau de la capella.